# اليوم العالمي للدراجات الهوائية
اليوم العالمي للدراجات الهوائية هو يوم 3 يونيو. اعتمدت الأمم المتحدة القرار 272/72 في 12 أبريل 2018  باعتبار 3 يونيو من كل عام يومًا رسميًا عالمياً للأمم المتحدة للتوعية حول الفوائد الاجتماعية المتعددة لاستخدام الدراجة لأغراض النقل والترفيه، اعترافا بمزايا الدراجات الهوائية وتعدد استخداماتها، كونها وسيلة نقل مستدامة بسيطة وميسورة ونظيفة ومناسبة للبيئة، ولها تأثير إيجابي على المناخ. بعد الإعلان عن ذلك، قال الأمين العام لاتحاد راكبي الدراجات الأوروبيين، بيرنهارد إنسينك، "إن ركوب الدراجات هو مصدر للفوائد الاجتماعية والاقتصادية والبيئية - وهو يجمع الناس معًا.
قاد ليزيك سيبيلسكي حملة للترويج لقرار الأمم المتحدة لليوم العالمي للدراجات، وحصل على دعم من تركمانستان و 56 دولة أخرى. تم تصميم شعار اليوم العالمي للدراجات بواسطة إيزاك فيلد ،

## في دول العالم
وأقيم يوم للدراجات في الولايات المتحدة عام 1956 على يد جمعية الدراجات الهوائية الأمريكية ، وهو حدث سنوي في كندا أيضا لتشجيع ركوب الدراجة كوسيلة انتقال إلى العمل بدلا من السيارة ، ويستمر الاحتفال به لمدة أسبوع في الولايات المتحدة. ويتم الاحتفال به في الصين في 17 سبتمبرمن كل عام .